# Vasili III van Moskou
Vasili III Ivanovitsj (Russisch: Васи́лий III. Ива́нович) (?, 25 maart 1479 - Moskou, 3 december 1533) was grootvorst van Moskou van 1505 tot 1533. Hij was de zoon van Ivan III en Sophia Palaiologina en werd gedoopt onder de naam Gavriil (Гавриил).

## Buitenlandse politiek
Vasili III zette de politiek voort die door zijn vader was ingezet. Hij annexeerde de laatste nog autonome gebieden: Pskov in 1510, het apanage Volokolamsk in 1513, de vorstendommen Rjazan en Novhorod-Siversky in resp. 1521 en 1522. Hij maakte ook gebruik van de moeilijke positie van Sigismund I van Polen door Smolensk, het grote oostelijke fort van Litouwen te veroveren in 1512, mede door de hulp van de Litouwse prins Michail Hlinski die hem artillerie en ingenieurs leverde. Het verlies van Smolensk was de eerste slag die Moskovië toebracht aan Litouwen. Ter ere van het innemen van Smolensk, richtte Vasili in 1524 het Novodevitsjiklooster op. Vasili was ook succesvol tegen het kanaat van de Krim. Nog in 1519 moest hij nog met de khan van de Krim onder de muren van Moskou onderhandelen. Tegen het einde van zijn regering reikte de invloed van Moskou tot aan de Wolga. In 1531-1532 plaatste hij Cangali khan van het vazalkanaat van Qasim op de troon van het kanaat Kazan.

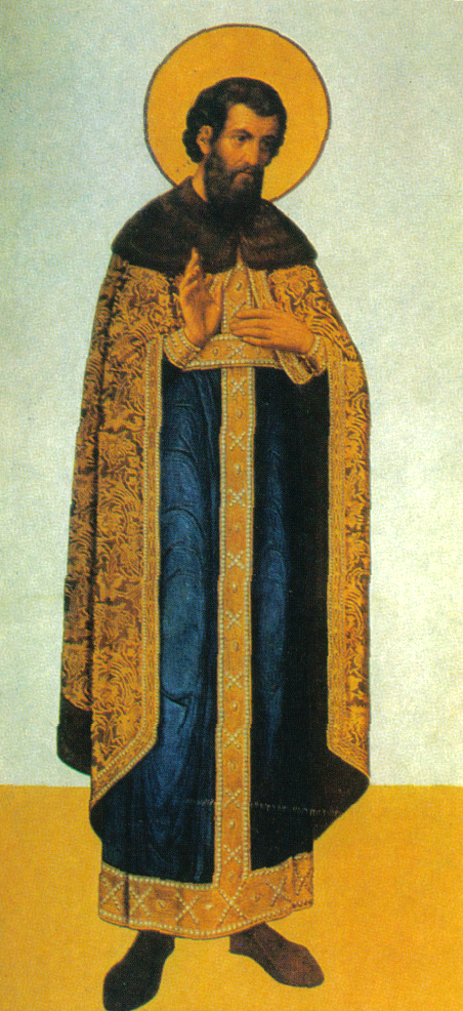
Vasili III

## Binnenlandse politiek
In zijn binnenlandse politiek kreeg Vasili de steun van de Kerk in zijn strijd tegen de feodale oppositie. Metropoliet Varlaam werd verbannen, omdat hij weigerde om deel te nemen aan Vasili's strijd tegen de apanage-prins Vasili Sjemjatsjitsj. De Rurikidenprinsen Vasili en Ivan Vorotynski werden ook verbannen. Diplomaat en staatsman Ivan Bersen-Beklemisjev werd geëxecuteerd in 1525 vanwege kritiek op het beleid van Vasili. Uitgever Maksim Grek, staatsman Vassian Patrikejev en anderen werden voor dezelfde zaak veroordeeld in 1525 en 1531. Vasili trachtte tijdens zijn regering actief een einde te maken aan allerlei immuniteiten en privileges van de bojaren en adel.
Een van Vasili's problemen werd veroorzaakt door het feit dat hij geen opvolger had. In 1526 scheidde hij van zijn vrouw Solomonida Saburova, onder groot protest van de Kerk.
Hij huwde de Servische prinses Elena Glinskaya. Tot grote vreugde van het volk werd er nu wel een zoon geboren: de latere Ivan IV. Drie jaar later stierf de grootvorst. Zijn weduwe werd regentes.